# ジェームズ・ボンド (小惑星)
ジェームズ・ボンド（9007 James Bond）は、小惑星帯の小惑星である。1983年10月5日、チェコのクレチ天文台（Hvězdárna Kleť ）のAntonín Mrkosが発見した。
名前はイギリスの作家イアン・フレミングのスパイ小説、およびこれを原作とする映画の主人公である007ことジェームズ・ボンドから命名された。